# Alfred Spindler (Politiker)
Alfred Spindler (* 24. Juni 1906 in Zwickau; † 5. Oktober 1975) war ein deutscher Politiker (KPD). Er war von 1950 bis 1954 Mitglied des Landtags von Nordrhein-Westfalen.

## Leben
Nach Abschluss der Volksschule arbeitete Alfred Spindler als Bergmann. Er war seit 1923 Gewerkschaftsmitglied und bereits während der Zeit der Weimarer Republik in die KPD eingetreten. Nach der Machtübernahme der Nationalsozialisten 1933 und dem Verbot der KPD floh er zunächst ins Saargebiet. Er engagierte sich bis zu seiner Verhaftung 1934 in der Illegalität gegen das NS-Regime. Er wurde 1935 durch das OLG Hamm zu sechs Jahren Zuchthaus verurteilt. Er blieb bis 1940 in Haft und wurde dann ins Strafbataillon 999 eingezogen. 
Nach dem Zweiten Weltkrieg trat er der Gewerkschaft IG Bergbau bei und wurde Betriebsratsvorsitzender der Zeche Neumühl. Spindler wurde bei der Wahl 1950 über die KPD-Landesliste in den nordrhein-westfälischen Landtag gewählt, er war Abgeordneter vom 5. Juli 1950 bis zum 4. Juli 1954.